# 洛特省
洛特省（法語：Lot，法語發音：[lɔt] ⓘ）是法國奥克西塔尼大区所轄的省份，得名于洛特河。該省編號為46。